# مهدی اسماعیلی (بسکتبالیست)
مهدی اسماعیلی خطیر; متولد ۲۷ دی ۱۳۶۲ در بابل) بازیکن حرفه‌ای در پست سنتر و ملی پوش بسکتبال است.

## سوابق باشگاهی و ملی
- قهرمانی با تیم مهرام در لیگ برتر بسکتبال [۳]
- قهرمانی آسیا در سال ۱۳۸۷ با تیم ملی دانشجویان ایران [۴]
- سال ۱۳۸۸ قهرمانی غرب آسیا با باشگاه مهرام تهران[۵]
- سال ۱۳۸۸ قهرمانی ABA کاپ چین با مهرام تهران[۶]
- سال ۱۳۸۸ قهرمانی جام شیخ راشد امارات با تیم مهرام[۷]
- سال ۱۳۸۸ قهرمانی جام باشگاههای آسیا با تیم مهرام در تهران [۸]
- سال ۱۳۸۹ نائب قهرمانی با تیم ذوب‌آهن اصفهان در لیگ برتر[۹]
- سال ۱۳۹۰ قهرمانی غرب آسیا با تیم ملی بسکتبال [۱۰]
- سال ۱۳۹۰ قهرمانی لیگ برتر بسکتبال با تیم مهرام[۱۱]
- سال ۱۳۹۰ نائب قهرمانی بازی های بین دانشگاهی جهان[۱۲]
- سال ۱۳۹۲ قهرمانی لیگ برتر بسکتبال با تیم پتروشیمی بندر امام
- سال ۱۳۹۲ نائب قهرمانی باشگاهای غرب آسیا در تهران[۱۳]
- سال ۱۳۹۳ مقام سومی بازی های بین دانشگاهی جهان در هلند[۱۴]
- سال ۱۳۹۳ قهرمانی ليگ برتر بسکتبال با باشگاه مهرام
- سال ۱۳۹۴ قهرمانی لیگ برتر بسکتبال با پتروشیمی بندر امام
- سال ۱۳۹۴ قهرمانی قهرمانی غرب آسیا با باشگاه پتروشیمی بندر امام در کشور اردن
- سال ۱۳۹۵ مقام سوم جام باشگاههای آسیا با پتروشیمی بندر امام در چین
- سال ۱۳۹۵ قهرمانی لیگ برتر بسکتبال با باشگاه پتروشیمی بندر امام
- سال ۱۳۹۵ نائب قهرمانی غرب آسیا در لبنان با باشگاه پتروشیمی بندر امام
- سال ۱۳۹۵ مقام سومی لیگ برتر بسکتبال با باشگاه شیمیدور قم